# Campeonato Mundial de Atletismo en Pista Cubierta de 2014
El XV Campeonato Mundial de Atletismo en Pista Cubierta se celebró en Sopot (Polonia) entre el 7 y el 9 de marzo de 2014 bajo la organización de la Asociación Internacional de Federaciones de Atletismo y la Federación Polaca de Atletismo.
Las competiciones se realizaron en la Ergo Arena, situada entre las ciudades de Gdansk y Sopot, con capacidad para 11.000 personas.

## Candidatura
El 1 de septiembre de 2011 la IAAF anunció que había recibido ofertas de Polonia y Croacia para albergar el evento. Más tarde, la ciudad de Zagreb (Croacia) retiró su candidatura por falta de financiación. El 11 de noviembre de 2011, en una reunión del Consejo en Mónaco, la IAAF seleccionó a Sopot (Polonia) para albergar el campeonato al ser la única ciudad que mantenía su candidatura.

## Calendario
| E | Eliminatorias | C | Clasificatorias | ½ | Semifinales | F | Final |

| Fecha →             | 7 de marzo | 7 de marzo | 8 de marzo | 8 de marzo | 8 de marzo | 9 de marzo | 9 de marzo | 9 de marzo |
| Evento ↓            | M          | T          | M          | T          | T          | M          | T          | T          |
| ------------------- | ---------- | ---------- | ---------- | ---------- | ---------- | ---------- | ---------- | ---------- |
| 60 m                |            | E          |            | ½          | F          |            |            |            |
| 400 m               | E          | ½          |            | F          | F          |            |            |            |
| 800 m               | E          |            |            |            |            |            | F          | F          |
| 1500 m              | E          |            |            | F          | F          |            |            |            |
| 3000 m              |            | E          |            |            |            |            | F          | F          |
| 60 m vallas         |            |            | E          |            |            |            | ½          | F          |
| Relevo 4 x 400 m    |            |            | E          |            |            |            | F          | F          |
| Salto de longitud   |            | C          |            | F          | F          |            |            |            |
| Triple salto        |            |            | C          |            |            |            | F          | F          |
| Salto de altura     |            |            | C          |            |            |            | F          | F          |
| Salto con pértiga   |            |            |            | F          | F          |            |            |            |
| Lanzamiento de peso | C          | F          |            |            |            |            |            |            |
| Heptatlón           | F          | F          | F          | F          | F          |            |            |            |

| Fecha →             | 7 de marzo | 7 de marzo | 8 de marzo | 8 de marzo | 8 de marzo | 9 de marzo | 9 de marzo | 9 de marzo |
| Evento ↓            | M          | T          | M          | T          | T          | M          | T          | T          |
| ------------------- | ---------- | ---------- | ---------- | ---------- | ---------- | ---------- | ---------- | ---------- |
| 60 m                |            |            | E          |            |            |            | ½          | F          |
| 400 m               | E          | ½          |            | F          | F          |            |            |            |
| 800 m               | E          |            |            |            |            |            | F          | F          |
| 1500 m              |            | E          |            | F          | F          |            |            |            |
| 3000 m              | E          |            |            |            |            |            | F          | F          |
| 60 m vallas         |            | E          |            | ½          | F          |            |            |            |
| Relevo 4 x 400 m    |            |            | E          |            |            |            | F          | F          |
| Salto de longitud   |            |            | C          |            |            |            | F          | F          |
| Triple salto        | C          |            |            | F          | F          |            |            |            |
| Salto de altura     | C          |            |            | F          | F          |            |            |            |
| Salto con pértiga   |            |            |            |            |            |            | F          | F          |
| Lanzamiento de peso |            |            | C          | F          | F          |            |            |            |
| Pentatlón           | F          | F          |            |            |            |            |            |            |

## Resultados

### Masculino
| Evento                    | Oro                                                                           | Plata                                                                         | Bronce                                                                       |
| ------------------------- | ----------------------------------------------------------------------------- | ----------------------------------------------------------------------------- | ---------------------------------------------------------------------------- |
| 60 m (08.03)              | Richard Kilty Reino Unido 6,49 s                                              | Marvin Bracy Estados Unidos 6,51 s                                            | Femi Ogunode Catar 6,52 s                                                    |
| 400 m (08.03)             | Pavel Maslák · República Checa · 45,24                                        | Chris Brown Bahamas 45,58                                                     | Kyle Clemons Estados Unidos 45,74                                            |
| 800 m (09.03)             | Mohamed Aman Etiopía 1:46,40                                                  | Adam Kszczot · Polonia · 1:46,76                                              | Andrew Osagie Reino Unido 1:47,10                                            |
| 1.500 m (08.03)           | Ayanleh Souleiman Yibuti 3:37,52                                              | Aman Wote Etiopía 3:38,08                                                     | Abdalaati Iguider Marruecos 3:38,21                                          |
| 3.000 m (09.03)           | Caleb Mwangangi Ndiku Kenia 7:54,94                                           | Bernard Lagat Estados Unidos 7:55,22                                          | Dejen Gebremeskel Etiopía 7:55,39                                            |
| 60 m vallas (09.03)       | Omo Osaghae Estados Unidos 7,45                                               | Pascal Martinot-Lagarde Francia 7,46                                          | Garfield Darien Francia 7,47                                                 |
| Salto de altura (09.03)   | Mutaz Esa Barshim Catar 2,38 m                                                | Ivan Ujov · Rusia · 2,38 m                                                    | Andri Protsenko · Ucrania · 2,36 m                                           |
| Salto con pértiga (08.03) | Konstatinos Filippidis · Grecia · 5,80                                        | Malte Mohr · Alemania · 5,80                                                  | Jan Kudlička · República Checa · 5,80                                        |
| Salto de longitud (08.03) | Mauro Vinicius da Silva · Brasil · 8,28                                       | Li Jinzhe China 8,23                                                          | Michel Tornéus · Suecia · 8,21                                               |
| Salto triple (09.03)      | Liukman Adams · Rusia · 17,37                                                 | Ernesto Revé · Cuba · 17,33                                                   | Pedro Pablo Pichardo · Cuba · 17,24                                          |
| Peso (07.03)              | Ryan Whiting Estados Unidos 22,05                                             | David Storl · Alemania · 21,79                                                | Tomas Walsh Nueva Zelanda 21,26                                              |
| 4 x 400 m (09.03)         | Estados Unidos Kyle Clemons David Verburg Kind Butler Calvin Smith 3:02,13 RM | Reino Unido Conrad Williams Jamie Bowie Luke Lennon-Ford Nigel Levine 3:03,49 | Jamaica Errol Nolan Allodin Fothergill Akheem Gauntlett Edino Steele 3:03,69 |
| Heptatlón (08.03)         | Ashton Eaton Estados Unidos 6632 pts.                                         | Andrei Krauchanka · Bielorrusia · 6303 pts.                                   | Thomas Van Der Plaetsen · Bélgica · 6259 pts.                                |

- RM – Récord mundial.

### Femenino
| Evento                    | Oro                                                                                    | Plata                                                                                     | Bronce                                                                        |
| ------------------------- | -------------------------------------------------------------------------------------- | ----------------------------------------------------------------------------------------- | ----------------------------------------------------------------------------- |
| 60 m (09.03)              | Shelly-Ann Fraser-Pryce Jamaica 6,98 s                                                 | Murielle Ahouré Costa de Marfil 7,01 s                                                    | Tianna Bartoletta Estados Unidos 7,06 s                                       |
| 400 m (08.03)             | Francena McCorory Estados Unidos 51,12                                                 | Kaliese Spencer Jamaica 51,54                                                             | Shaunae Miller Bahamas 52,06                                                  |
| 800 m (09.03)             | Chanelle Price Estados Unidos 2:00,09                                                  | Angelika Cichocka · Polonia · 2:00,45                                                     | Marina Arzamasova · Bielorrusia · 2:00,79                                     |
| 1.500 m (08.03)           | Abeba Aregawi · Suecia · 4:00,61                                                       | Axumawit Embaye Etiopía 4:07,12                                                           | Nicole Sifuentes · Canadá · 4:07,61                                           |
| 3.000 m (09.03)           | Genzebe Dibaba Etiopía 8:55,04                                                         | Hellen Onsando Obiri Kenia 8:57,72                                                        | Maryam Yusuf Jamal Baréin 8:59,16                                             |
| 60 m vallas (08.03)       | Nia Ali Estados Unidos 7,80                                                            | Sally Pearson Australia 7,85                                                              | Tiffany Porter Reino Unido 7,86                                               |
| Salto de altura (08.03)   | Mariya Kuchina · Rusia · Kamila Lićwinko · Polonia · 2,00 m                            | —                                                                                         | Ruth Beitia · España · 2,00 m                                                 |
| Salto con pértiga (09.03) | Yarisley Silva · Cuba · 4,70                                                           | Anzhelika Sidorova · Rusia · Jiřina Svobodová · República Checa · 4,70                    | —                                                                             |
| Salto de longitud (09.03) | Éloyse Lesueur Francia 6,85                                                            | Katarina Johnson-Thompson Reino Unido 6,81                                                | Ivana Španović Serbia 6,77                                                    |
| Salto triple (08.03)      | Yekaterina Koneva · Rusia · 14,46                                                      | Olha Saladuha · Ucrania · 14,45                                                           | Kimberly Williams Jamaica 14,39                                               |
| Peso (08.03)              | Valerie Adams Nueva Zelanda 20,67                                                      | Christina Schwanitz · Alemania · 19,94                                                    | Gong Lijiao China 19,24                                                       |
| 4 x 400 m (09.03)         | Estados Unidos Natasha Hastings Joanna Atkins Francena McCorory Cassandra Tate 3:24,83 | Jamaica Patricia Hall Anneisha McLaughlin Kaliese Spencer Stephenie Ann McPherson 3:26,54 | Reino Unido Eilidh Child Shana Cox Margaret Adeoye Christine Ohuruogu 3:27,90 |
| Pentatlón (07.03)         | Nadine Broersen · Países Bajos · 4.830 pts.                                            | Brianne Theisen-Eaton · Canadá · 4.768 pts.                                               | Alina Fodorova · Ucrania · 4.724 pts.                                         |

## Medallero
| Núm. | País            | Oro | Plata | Bronce | Total |
| ---- | --------------- | --- | ----- | ------ | ----- |
| 1    | Estados Unidos  | 8   | 2     | 2      | 12    |
| 2    | Rusia           | 3   | 2     | 0      | 5     |
| 3    | Etiopía         | 2   | 2     | 1      | 5     |
| 4    | Reino Unido     | 1   | 2     | 3      | 6     |
| 5    | Jamaica         | 1   | 2     | 2      | 5     |
| 6    | Polonia         | 1   | 2     | 0      | 3     |
| 7    | Cuba            | 1   | 1     | 1      | 3     |
| 7    | Francia         | 1   | 1     | 1      | 3     |
| 7    | República Checa | 1   | 1     | 1      | 3     |
| 10   | Kenia           | 1   | 1     | 0      | 2     |
| 11   | Catar           | 1   | 0     | 1      | 2     |
| 11   | Nueva Zelanda   | 1   | 0     | 1      | 2     |
| 11   | Suecia          | 1   | 0     | 1      | 2     |
| 14   | Brasil          | 1   | 0     | 0      | 1     |
| 14   | Grecia          | 1   | 0     | 0      | 1     |
| 14   | Países Bajos    | 1   | 0     | 0      | 1     |
| 14   | Yibuti          | 1   | 0     | 0      | 1     |
| 18   | Alemania        | 0   | 3     | 0      | 3     |
| 19   | Ucrania         | 0   | 1     | 2      | 3     |
| 20   | Bahamas         | 0   | 1     | 1      | 2     |
| 20   | Bielorrusia     | 0   | 1     | 1      | 2     |
| 20   | Canadá          | 0   | 1     | 1      | 2     |
| 20   | China           | 0   | 1     | 1      | 2     |
| 24   | Australia       | 0   | 1     | 0      | 1     |
| 24   | Costa de Marfil | 0   | 1     | 0      | 1     |
| 26   | Baréin          | 0   | 0     | 1      | 1     |
| 26   | Bélgica         | 0   | 0     | 1      | 1     |
| 26   | España          | 0   | 0     | 1      | 1     |
| 26   | Marruecos       | 0   | 0     | 1      | 1     |
| 26   | Serbia          | 0   | 0     | 1      | 1     |
|      | TOTAL           | 27  | 26    | 25     | 78    |